# Fox FM (Мельбурн)
Fox FM — австралийская радиостанция. Вещает в Мельбурне на частоте 101,9 FM. Станция принадлежит компании Austereo Radio Network, передатчик располагается на горе Данденонг (англ. Mount Dandenong) на вышке Десятого канала (англ. ATV-10).

## История

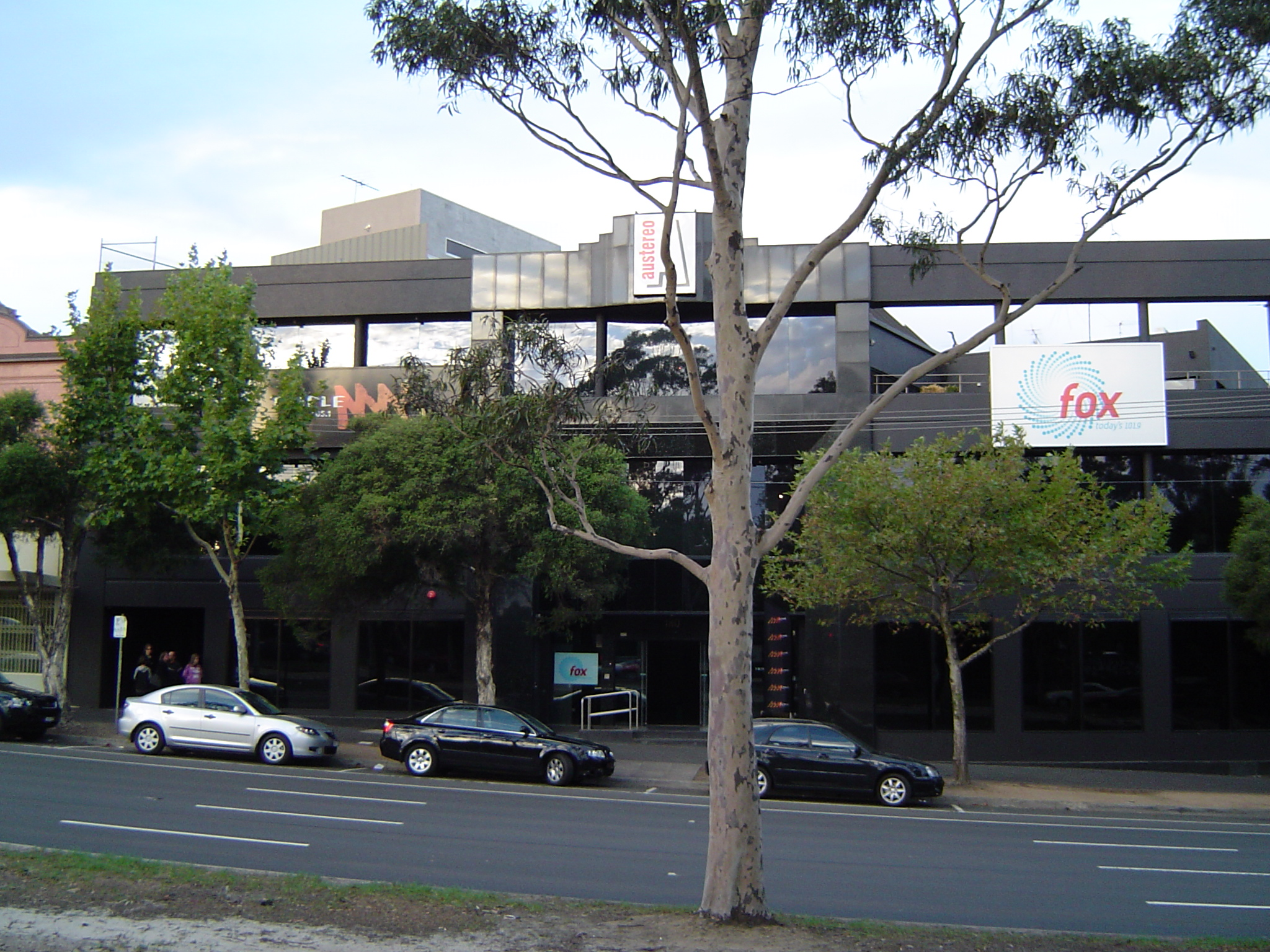
Здание радиостанции до 2008 года

Впервые Fox FM вышла в эфир в 5 утра 1 августа 1980 года. Первым генеральным директором после успешной работы на радио 3KZ стал Ретт Уолкер. Первым слоганом стала фраза: Поймай лису на 1-О-1 точка 9 (англ. Catch the Fox on one-O-one point nine). Эфир открыла композиция Breezin' американского джазового музыканта Джорджа Бенсона, которая была запущена с ошибочной скоростью первым диджеем Джоном Эймсом. Эймс утверждал, что это было сделано по вине звукорежиссёра Гэри Колинза, который суетился вокруг него.
Студия была оборудована 16 канальным пультом Poul Kirk, динамиками JBL и вертушками никому не известной на тот момент фирмы Technics. Одна из стен студии представляла собой панорамное стекло в соседнее помещение — монтажную Десятого канала, что позволяло смотреть популярные телешоу, например сериал Соседи.
В первые годы станции приходилось не легко. Жители Мельбурна, привыкшие к любимым радиостанциям 3AW, 3MP и 3XY, упорно не хотели воспринимать новичка. В 1982 году владельцы Fox FM решили сменить формат радиостанции и нанять для этого бывшего директора 3XY Грэма Смита. Обновление прошло удачно, в Мельбурне появился слоган: FM — это Fox Music.
В отличие от остальных радиостанций, которые делали упор на более тяжёлую музыку, Fox выбрала формат CHR для массовой аудитории. До середины 1980-х годов рейтинги станции упорно росли, пока в 1986 году Fox FM не заняла первое место среди радиостанций Мельбурна.
Радиостанция пригласила бывшего ведущего хит-парада на радио 3XY Гевина Гуда. Вместе с Барри Бисселом они стали вести на радио еженедельный хит-парад Take 40 Australia.
В 1986 году компания Austereo Radio Network выкупила Fox FM и ещё четыре станции в разных городах Австралии с целью создания единой сети радиостанций. Директором Fox FM становится бывший ведущий утреннего радиошоу Марк Картер, который позднее будет признан самым популярным директором Fox.
Fox FM была одной из двух лицензированных FM радиостанций в Мельбурне и старалась стать № 1. Однако по рейтингам её опередила вторая радиостанция — 3EON, которая в настоящий момент является дочерней станцией Fox — 3MMM. До 2005 года логотипом радиостанции была лиса, однако после ребрендинга ко всеобщему сожалению изображение лисы исчезло с логотипа.
В 1996 году в Аделаиде прошло слияние двух радиостанций: Fox и Triple M. Это было неоднозначно воспринято сотрудниками Fox, так как эти две станции издавна конкурировали между собой.
В сентябре 2008 года, Fox FM переезжает в новую студию. Во время переезда ведущие популярного утреннего шоу The Matt and Jo Show устроили аукцион и продали большое число вещей, связанных со старой студией.
С 1 февраля радио Fox FM перешло на цифровое вещание.

## Ведущие и программы

### Ежедневные шоу
- The Matt and Jo Show (утреннее шоу / 6:00-9:00) — Мэтти Тилли, Джо Стэнли, Адам Ричард и Трой Эллис
- MC (9:00-13:00) — Майк Кристиан
- MC (13:00-16:00) — Тим Ли
- Fifi and Jules Show (дневное шоу с понедельника по четверг / 16:00-18:00) — Фифи Бокс и Джулс Ланд
- Hamish and Andy Show (дневное шоу по пятницам / 16:00-18:00) — Эмиш Блейк и Энди Ли
- The Hour of Power with Kyle and Jackie O (вечернее шоу / 18:00-19:00) — Кайл Сандилэндс и Жаклин Хендерсен
- The Dirt with Charli Robinson (вечернее шоу / 19:00-19:30) — Чарли Робинсон
- The Hot 30 Countdown (вечернее шоу / 19:30-22:00) — Мэтти Экшн и Мод Гарретт
- Non-stop (22:00-6:00) — Лучшие хиты Мельбурна

### По выходным
- Мэтью «Эго» Эглстон
- Бен Вэйсли

### Ведущие новостей
- Карли Боновиа (утро)
- Крис МакКензи
- Эрин Иванчич (вечер)
- Алисия Бирн (по выходным)

## Бывшие ведущие

### Первые диджеи
- Раннее утро: Майк Джефрис
- Утро: Род МакНил
- День: Грэм Бредли
- День: Ричард Кумби
- Вечер: Джон Эймс
- Ночь: Джофф Харрисон

### Первые ведущие новостей
- Майкл Шильдбергер — шеф новостной студии
- Памела МакКей
- Чарльз Слэйд

### Бывшие радиоведущие
- «Агли» Фил О’Нил
- Сара Мари Камерон
- Дэйв «Хигго» Хиггинс
- Пол Кашмир
- Род Мэлдон
- Трейси Бертрам
- Роув МакМанус
- Питер Хеллер
- Корин Грант
- Джудит Люси
- Дэйв Вильямс
- Энди парк
- Энди Грейс
- Стив ВудсSteve Woods
- Барри Бисселл
- Джон Карузо
- Кейт Мэйсон
- Тони Мак
- Джон Кеннеди
- Майк Персон
- Люк Болланд
- Питер «Харро» Харрисон
- Питер «Грабби» Стаббс
- Дайан «Ди Ди» Данливи
- Брэд «Хуба» Хьютон
- Бриджит Даклос
- Крис Беннетт
- Роан «Брауни» Браун
- Дэнни МакГинли
- Крис «Беко» Бекхаус
- Ливви Бельведер
- Джеми Эйнджел